# Zrostnica
Zrostnica (Zygnema) – rodzaj glonów z gromady zielenic. Występuje w wodach słodkich Eurazji, Afryki i Ameryki.

## Charakterystyka
Plecha nitkowata, zbudowana z walcowatych komórek (10 do 50 µm średnicy), zawierających po dwa gwiaździste chloroplasty z jednym pirenoidem każdy. Rozmnażanie płciowe odbywa się przez koniugację, najczęściej drabinkową, czasem też boczną, przeważnie anizogamiczną. Zygospora otoczona potrójną błoną. Na zimę często wytwarzane są aplanospory i spory przetrwalnikowe.